# John Brenneman
John Gary Brenneman (Fort Erie, 5 gennaio 1943) è un ex hockeista su ghiaccio canadese.
Nel corso della carriera militò nella National Hockey League.

## Carriera
Brenneman giocò a livello giovanile nella Ontario Hockey Association nell'organizzazione dei Chicago Black Hawks, dal 1959 al 1962 con i St. Catharines Teepees, vincendo la Memorial Cup nel 1960, mentre nella stagione 1962-63 con i St. Catharines Black Hawks. Debuttò fra i professionisti proprio nel corso della stagione 1962-63 in AHL con la maglia dei Buffalo Bisons. Nelle due stagioni successive giocò nella Central Hockey League con i St. Louis Braves entrando subito nel First All-Star grazie a un'ottima stagione da 75 punti in 70 gare disputate.
A cavallo delle due stagioni successive Brenneman ebbe modo di esordire nella National Hockey League, prima con i Blackhawks, successivamente con l'organizzazione dei New York Rangers. Nel corso della carriera continuò ad alternare presenze in prima squadra ad altre nelle formazioni affiliate delle leghe minori, come i Baltimore Clippers e i Minnesota Rangers. Nella stagione 1966-67 vestì la maglia dei Toronto Maple Leafs, futuri vincitori della Stanley Cup, tuttavia nonostante avesse giocato un numero sufficiente di partite non poté festeggiare il titolo a causa del finale di stagione trascorso in AHL presso il farm team dei Rochester Americans.
Rimasto senza contratto per la stagione successiva Brenneman venne selezionato durante l'NHL Expansion Draft dai St. Louis Blues, una delle sei nuove franchigie iscritte alla NHL.  Prima dell'inizio della stagione si trasferì ai Detroit Red Wings, ma già nel mese di gennaio passò agli Oakland Seals. Rimase a Oakland anche nella stagione 1968-69, l'ultima della sua carriera in NHL.
Brenneman concluse definitivamente la carriera nella stagione 1974-75 dopo aver giocato alcune leghe minori come la OHA Sr. League e l'IHL; vanta anche un'esperienza in Austria con l'EV Innsbruck.

## Palmarès

### Club
- Memorial Cup: 1

St. Catharines Teepees: 1960

### Individuale
- CPHL First All-Star Team: 1

1963-1964